# Félix Bédouret
Félix Bédouret (30 november 1896 – 30 juni 1955) was een Zwitsers voetballer, die speelde als aanvaller. Hij overleed op 58-jarige leeftijd.

## Clubcarrière
Bédouret speelde gedurende zijn carrière voor Servette FC Genève. Met die club won hij driemaal de Zwitserse landstitel.

## Interlandcarrière
Bédouret kwam twee keer uit in het Zwitsers nationaal elftal. Onder leiding van de Engelse bondscoach Teddy Duckworth nam hij met zijn vaderland deel aan de Olympische Spelen 1924 in Parijs, waar de Zwitsers de zilveren medaille wonnen. In de finale verloor de ploeg met 3–0 van Uruguay, dat uitgroeide tot de revelatie van het toernooi.

## Erelijst
Servette FC Genève
- Zwitsers landskampioen

1918, 1922, 1925